# Napoleonské lázně (Piešťany)
Napoleonské lázně v Piešťanech jsou komplex tří klasicistních lázeňských objektů vybudovaných nad prameny, který nabyl svou podobu v rozmezí let 1821–1862.
Původním vlastníkem lázní byl hrabě Jozef Erdődy, rodina kterého je vlastnila až do roku 1889. Po napoleonských válkách dal postavit klasický lázeňský dům s vanovými lázněmi a prvním piešťanským zrcadlištěm. Napoleonské lázně se nacházejí v bezprostřední blízkosti řeky Váh. Lázeňské domy, jejichž funkce se během celé jejich existence nezměnila, se sice stavěly postupně, ale se snahou výrazově se vzájemně přizpůsobit. Urbanisticky jsou uspořádány do tvaru písmene U, čímž vytvářejí malé náměstí. Blahodárné účinky termální vody s teplotou 67–69 °C s léčivým obsahem sirovodíku a bahna vyhledávají každoročně tisíce lidí. Pacienti s nemocným pohybovým aparátem, nervovým a revmatickým onemocněním dostávají dar od přírody – Piešťanskou balneoterapeutickou kúru.